# Pielomastax lobata
Pielomastax lobata is een rechtvleugelig insect uit de familie Episactidae. De wetenschappelijke naam van deze soort is voor het eerst geldig gepubliceerd in 1993 door Wang.